# Ikumi Yoshimatsu
Ikumi Yoshimatsu (Tosu, 21 de junho de 1987) é uma  modelo e rainha de beleza japonesa que venceu o Miss Internacional 2012, realizado em Okinawa, Japão, em 21 de outubro de 2012. 
Ela foi a primeira de seu país a vencer este concurso, porém não reinou até o fim e nem coroou sua sucessora por ter sofrido ameaças durante seu reinado.

## Participação em concursos de beleza
O primeiro concurso de Ikumi foi o Miss Japão 2007, onde foi semifinalista. 
Em 2010 Ikumi participou do Miss Tourism Queen of the Year International, onde também foi semifinalista, e do Miss Bikini International, onde  não se classificou, e em 2011 participou do Miss Japão Terra, onde ficou em 3º lugar.
Em 2012, representando Saga, Ikumi venceu o Miss Japão Internacional. Neste concurso ela também levou o prêmio de Miss Fotogenia. 
Em outubro do mesmo ano, ela participou do Miss Internacional e, derrotando outras 68 candidatas, tornou-se a primeira japonesa a vencer este concurso. 
Ela foi a última Miss Japão antes das mudanças ocorridas na direção da organização japonesa (ICA - International Culture Association). 

## O escândalo das ameaças
Durante o Miss Internacional 2013, Ikumi revelou que foi ameaçada por Genichi Taniguchim, um executivo da agência K-Dash com a qual trabalhava e com a qual queria terminar o contrato. Ela também denunciou que a agência teria ligações com a Yakuza, a máfia japonesa. Devido às ameaças e à polêmica, a ICA a impediu de participar do concurso e coroar sua sucessora.
O caso teve bastante repercussão, tendo Ikumi inclusive recebido o apoio público de Akie Abe, esposa do então Primeiro Ministro japonês Shinzo Abe.
Posteriormente, Ikumi processou a agência por "ameaças e perseguição". 

## Vida pós-concursos
Ikumi é influenciadora digital, atriz, atleta e ativista social.